# Estany d'Estats
L'Estany d'Estats (2.463m) està situat a la Vallferrera més amunt de l'estany de Sotllo, dins l'àrea protegida del Parc Natural de l'Alt Pirineu. Ocupa el fons de la cubeta glacial de la coma d'Estats. La seva superfície és de 5,3 ha.

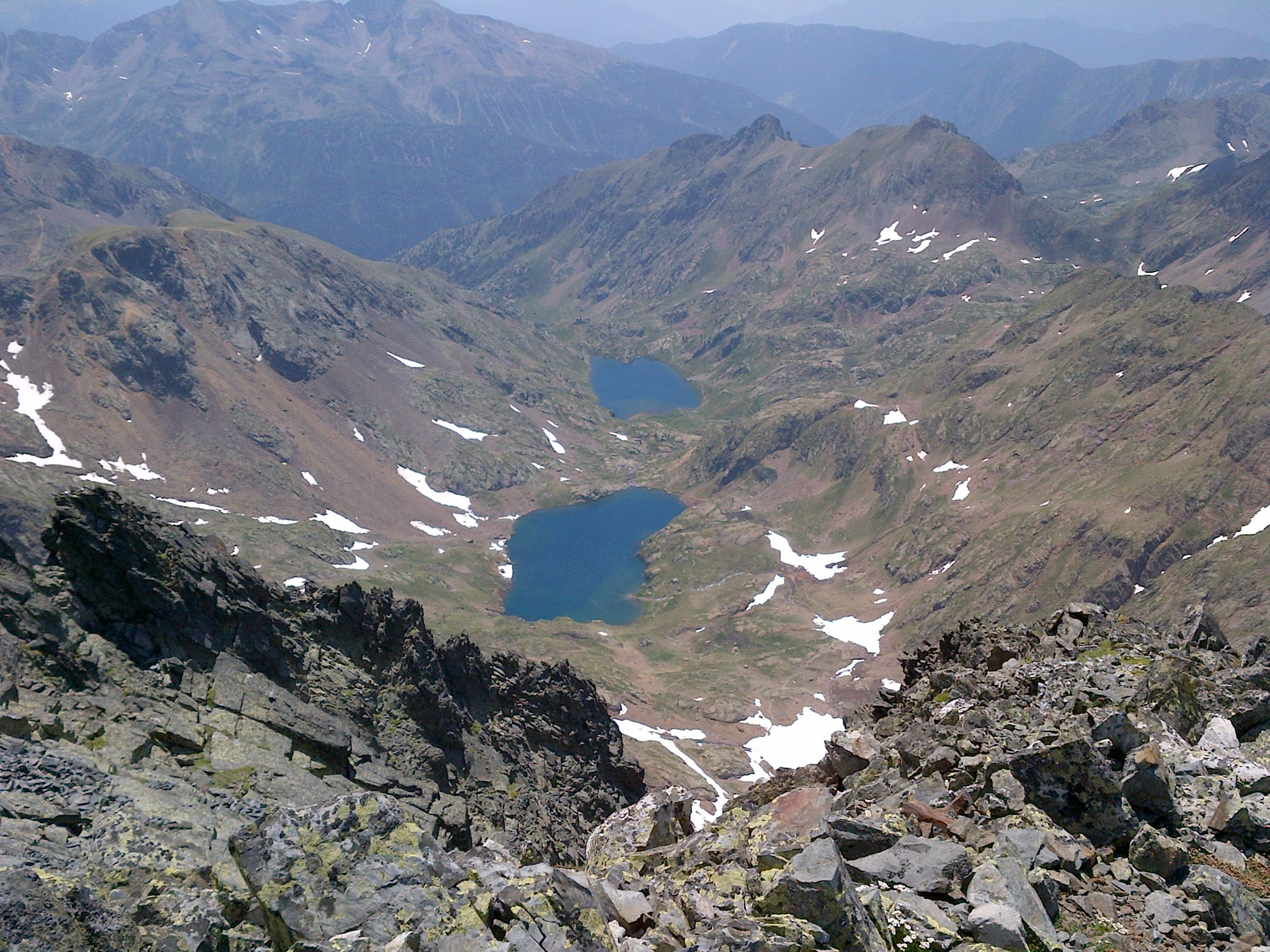
Estany d'Estats, en primer terme i estany de Sotllo des de la Pica d'Estats

Hi aflueixen les aigües procedents de l'estany occidental de Canalbona, el més alt de Catalunya (2.875m), amb una superfície de 0,9 ha i del petit estany Gelat (2.693m), situats a la zona més oriental de la coma d'Estats. Les seves aigües desguassen al veí estany de Sotllo (2.343m) que ocupa 4,8 ha.
Cims i collades que envolten l'Estany d'Estats: Pic de Sotllo (3.073m), Port de Sotllo (2.874m), Pica d'Estats (3.143m) (amb els seus tres cimals), Pic Rodó de Canalbona (3.005m), Port de Riufred (2.724m), Pic de Canalbona (2.966m), Agulla de Canalbona (2.874m) i Pic de l'Estany Fons (2.813m).
És una zona transitada, ja que hi passa el sender que puja al cim de la Pica d'Estats per la ruta o via normal d'ascens. S'hi accedeix des del refugi de Vallferrera, pel barranc de Sotllo i el pont de la Socalma de Sotllo, continuant l'itinerari cap a l'estany de Sotllo, que es volta pel seu vessant oest, i més endavant supera una part més engorjada i pendent que ens porta fins a l'estany d'Estats.
No confondre amb l'estanh o étang d'Estats, un estany relativament pròxim amb el mateix nom situat al nord del Port de Sotllo al cadamunt de la valleta de Bars (vessant, Arieja).